# كريستين جاكوب
كريستين جاكوب هي ممثلة فلبينية، ولدت في 30 أبريل 1967 في مانيلا في الفلبين.

## وصلات خارجية
- كريستين جاكوب على موقع الاتحاد الدولي للسباحة (الإنجليزية)
- كريستين جاكوب على موقع أوليمبيديا (الإنجليزية)
- كريستين جاكوب على موقع IMDb (الإنجليزية)
- كريستين جاكوب على موقع قاعدة بيانات الفيلم (الإنجليزية)